# Ла Випера (Беневенто)
Ла Випера је насеље у Италији у округу Беневенто, региону Кампанија.
Према процени из 2011. у насељу је живело 68 становника. Насеље се налази на надморској висини од 209 м.